# Cabedelo
Cabedelo é um município da Região Metropolitana de João Pessoa, no estado da Paraíba. Tem uma área de 29,873 quilômetros quadrados, com medidas singulares: 18 quilômetros de extensão por apenas três quilômetros de largura.
Em mapas holandeses do século XVII, aparecia como uma ilha por causa dos rios Jaguaribe e Mandacaru. Segundo o Dicionário Aurélio, cabedelo é um pequeno cabo formado pela acumulação de areia na foz de um rio.

## História
A história de Cabedelo confunde-se em parte com a história da Fortaleza de Santa Catarina, idealizada pelo capitão-mor da Capitania da Paraíba, Frutuoso Barbosa, e construída na década de 1580, durante as expedições na tentativa de conquista da capitania. A primitiva estrutura foi erguida em taipa de pilão, pelo alemão Cristóvão Linz, e destruída em 1591 por um ataque combinado de corsários francesas e indígenas, sendo reconstruída a partir de 1592 em alvenaria de pedra e cal.
O novo forte foi concluído em 1597 sob a invocação de Santa Catarina de Alexandria, que se tornou padroeira da capela do forte, e em homenagem a Catarina de Portugal, Duquesa de Bragança. O forte resistiu às invasões até a ocupação holandesa no Nordeste em 1634. Em 1637, o conde Maurício de Nassau rebatizou a edificação para Forte Margarida, que voltou ao seu nome original em 1654, com o fim do domínio holandês. Ao longo de sua história passou por diversas formas até adquirir seu formato atual por volta de 1698, com quatro pontas.
No Segundo Reinado, com o declínio do comércio na região do Porto do Capim, na cidade da Parahyba (atual João Pessoa), surgiu a ideia de construção de um complexo portuário na enseada de Cabedelo, que saiu do papel somente em 1894 com a dragagem, cujo material foi transportado pelo vapor norueguês Forden Kjold, que atracou em Cabedelo no dia 21 de abril de 1893. O projeto do porto foi aprovado pelo decreto federal nº 7 022, de 9 de junho de 1905, e as obras foram efetivamente iniciadas em 1908. Nesse ano, por meio da lei estadual n° 283, de 17 de março de 1908, obteve autonomia política, tornando-se município da Paraíba, desmembrado do território da cidade da Paraíba, como era chamada João Pessoa na época. A lei estadual nº 676, de 20 de novembro de 1928, extinguiu o município, que voltou à pertencer à capital.
Após diversas paralisações nas obras, o terminal portuário de Cabedelo foi efetivamente inaugurado em 23 de janeiro de 1935. Em 24 de maio de 1938, a Fortaleza de Santa Catarina é tombada pelo Instituto do Patrimônio Histórico e Artístico Nacional (IPHAN), tornando-se patrimônio nacional. A partir de 1941, o governo estadual abre a estrada João Pessoa-Cabedelo, com o intuito de ligar o porto de Cabedelo à zona urbana da cidade de João Pessoa.
Pela lei estadual nº 1 631, de 12 de dezembro de 1956, Cabedelo recupera definitivamente sua autonomia política, desmembrando-se novamente de João Pessoa. A instalação do novo município estava prevista para 4 de abril de 1959, sendo, contudo, antecipada para 31 de janeiro de 1957. Naquela década, a cidade começou a crescer a partir do centro para o sul, com a aprovação dos primeiros loteamentos. Entre 1974 e 1978, a fortaleza de Santa Catarina passa por uma completa restauração, com base na planta do século XVIII.

## Geografia

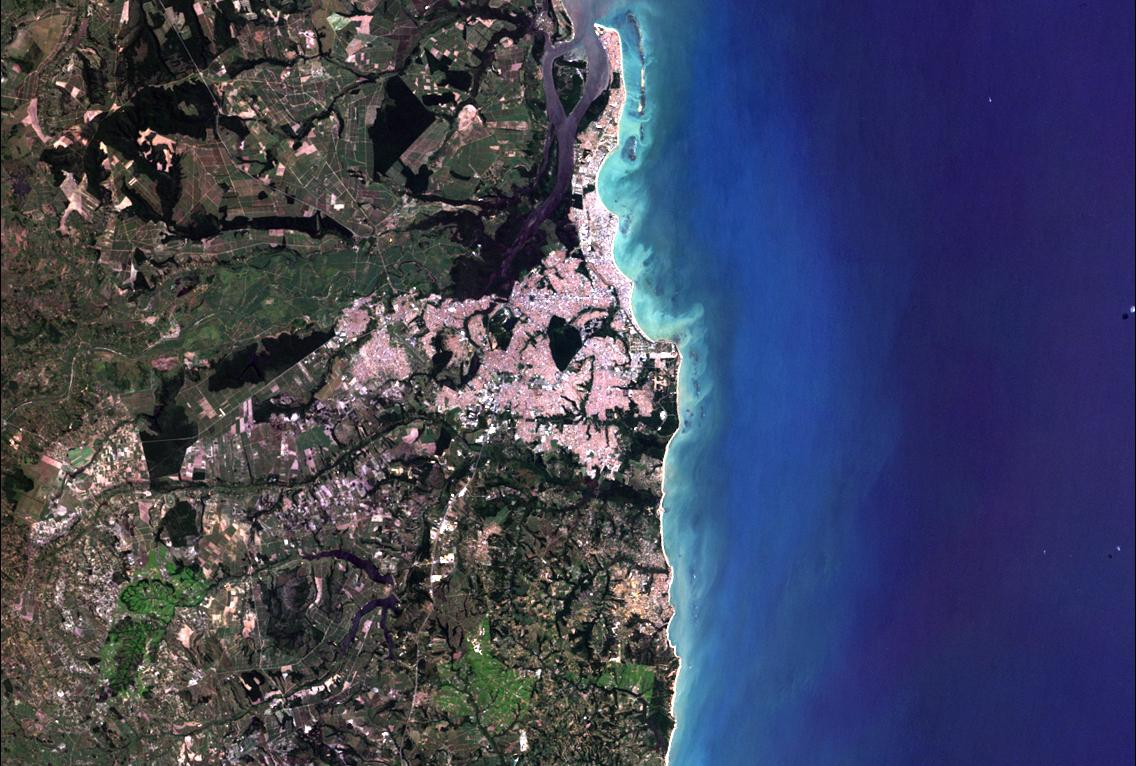
Imagem de satélite parcial da Região Metropolitana de João Pessoa a partir da Estação Espacial Internacional, com as áreas urbanas de João Pessoa, Cabedelo, Bayeux, Santa Rita e Conde

De acordo com a divisão do Instituto Brasileiro de Geografia e Estatística (IBGE) vigente desde 2017, Cabedelo pertence às regiões geográficas intermediária e imediata de João Pessoa. Antes, com a divisão em microrregiões e mesorregiões que vigorava desde 1989, fazia parte da microrregião de João Pessoa, que por sua vez estava incluída na mesorregião da Mata Paraibana.
Com apenas 29,873 km² de área, dos quais 14,4364 km² em área urbana, Cabedelo é o quarto menor município da Paraíba em território (ocupando apenas 0,0529% do território estadual) e um dos vinte menores do Brasil. Banhado a leste pelo Oceano Atlântico, faz limite com João Pessoa a sul, compartilhando limites fluviais com Santa Rita e Lucena. Está distante dezessete quilômetros do centro da capital paraibana e a 2 257 km da capital federal, Brasília.
Cabedelo possui sua costa caracterizada pela presença de arrecifes e apresenta um relevo plano, inserido na planície costeira de origem quaternária, apresentando altitudes inferiores a dez metros. Geologicamente, boa parte do território municipal é formado tanto por sedimentos da Formação Barreiras quanto por arenitos da Formação Beberibe e calcários da Formação Gramame. Boa parte dos solos são arenosos, característicos das areias quartzosas marinhas (chamadas de neossolos na nova classificação brasileira de solos), recobertos pela Mata Atlântica sob a forma de restinga, com algumas áreas de manguezal. Todo o território cabedelense está na bacia hidrográfica do Rio Paraíba. Este rio nasce na Serra de Jabitacá, em Monteiro, divisa com o estado de Pernambuco, e percorre cerca de 380 km até desaguar no Oceano Atlântico, próximo ao Porto de Cabedelo, em forma de estuário.

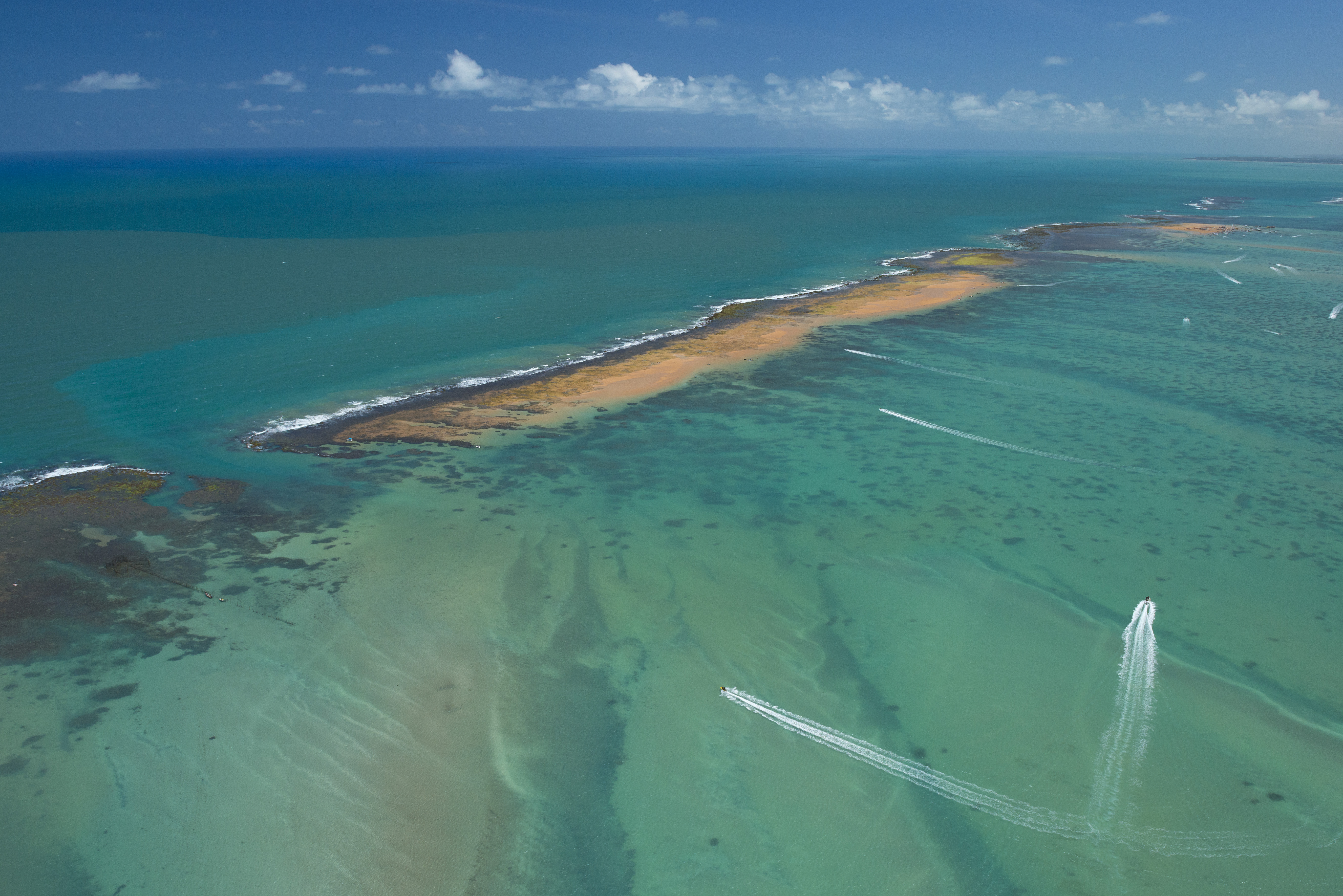
Parque Estadual Marinho de Areia Vermelha, que aparece durante a maré baixa

No território de Cabedelo existem três unidades de conservação. O mais antigo é o Parque Estadual Marinho de Areia Vermelha, criado pelo decreto estadual 21 263 de 28 de agosto de 2000, tendo seus limites definidos em 2002, cobrindo 23,95 ha de área. Por decreto municipal de 16 de abril de 2003, foi instituído o Parque Natural Municipal de Cabedelo, no meio da área urbana. Em decreto federal de 2 de junho de 2004, foi criada a Floresta Nacional da Restinga de Cabedelo, unidade de conservação às margens da BR-230 com aproximadamente 103 hectares de área.
O clima é tropical do tipo As', com estação seca no verão e estação chuvosa de outono-inverno, sendo o pico no trimestre abril-maio-junho. Os ventos são constantes e estáveis durante todo o ano, predominando a direção leste-sudeste (E-SE), com velocidade média de 10 a 15 m/s. Desde 1998, quando teve o início o monitoramento pluviométrico em Cabedelo, o maior acumulado de chuva em 24 horas atingiu 185 mm em 14 de junho de 2019.
| Dados climatológicos para Cabedelo (2002-2023) | Dados climatológicos para Cabedelo (2002-2023) | Dados climatológicos para Cabedelo (2002-2023) | Dados climatológicos para Cabedelo (2002-2023) | Dados climatológicos para Cabedelo (2002-2023) | Dados climatológicos para Cabedelo (2002-2023) | Dados climatológicos para Cabedelo (2002-2023) | Dados climatológicos para Cabedelo (2002-2023) | Dados climatológicos para Cabedelo (2002-2023) | Dados climatológicos para Cabedelo (2002-2023) | Dados climatológicos para Cabedelo (2002-2023) | Dados climatológicos para Cabedelo (2002-2023) | Dados climatológicos para Cabedelo (2002-2023) | Dados climatológicos para Cabedelo (2002-2023) |
| Mês                                            | Jan                                            | Fev                                            | Mar                                            | Abr                                            | Mai                                            | Jun                                            | Jul                                            | Ago                                            | Set                                            | Out                                            | Nov                                            | Dez                                            | Ano                                            |
| ---------------------------------------------- | ---------------------------------------------- | ---------------------------------------------- | ---------------------------------------------- | ---------------------------------------------- | ---------------------------------------------- | ---------------------------------------------- | ---------------------------------------------- | ---------------------------------------------- | ---------------------------------------------- | ---------------------------------------------- | ---------------------------------------------- | ---------------------------------------------- | ---------------------------------------------- |
| Precipitação (mm)                              | 84,4                                           | 104,6                                          | 178,9                                          | 247,3                                          | 284,9                                          | 333,9                                          | 244,4                                          | 129,8                                          | 67,4                                           | 25,4                                           | 20,7                                           | 33,7                                           | 1 755,4                                        |
| Fonte: Atlas Pluviométrico da Paraíba          |                                                |                                                |                                                |                                                |                                                |                                                |                                                |                                                |                                                |                                                |                                                |                                                |                                                |

## Demografia
A população de Cabedelo cresceu a uma taxa média de 1,16% ao ano entre os censos demográficos de 2010 e 2022, subindo da oitava para a sétima posição entre os municípios mais populosos da Paraíba no mesmo período. No último censo, a população do município era de 66 519 habitantes, dos quais 57 906 (87,05%) viviam na sede e os 8 613 (12,95%) no distrito de Renascer. Dentre os bairros, o mais e o menos populoso eram, respectivamente, Intermares (9 280 habitantes) e Morada Nova (27).
A densidade demográfica era de 2 226,73 habitantes por quilômetro quadrado (hab/km²). Com 52,45% eram do sexo feminino e 47,55% do sexo masculino, a razão de sexo era de 90,66. Quanto à cor ou raça, mais da metade dos habitantes (55,69%) se declarou parda, 33,66% branca, 10,15% preta, 0,36% indígena e 0,14% amarela. Ainda segundo o mesmo censo, 55,24% da população acima dos dez anos era católica, 29,41% evangélica, 1,49% espírita e 0,64% umbandistas e candomblecistas; outros 8,47% não tinham religião, 0,02% seguiam tradições indígenas, 0,11% não souberam e 0,06% não declararam; outras denominações, 4,57%.

## Política
O município de Cabedelo é pessoa jurídica de direito público interno, dotado de autonomia política, administrativa, financeira e legislativa. De acordo com a lei orgânica do município, promulgada em 3 de abril de 1990, a administração municipal se dá por dois poderes, o  executivo e o legislativo, sendo seus representantes eleitos pelo voto direto para mandatos de quatro anos.
O poder executivo é representado pelo prefeito, auxiliado pelo seu gabinete de secretários, e o legislativo pela Câmara Municipal. Cabe à Câmara fiscalizar as ações do executivo e legislar sobre as matérias de competência do município, especialmente assuntos de interesse local, votando leis fundamentais à administração pública, como o orçamento municipal..
No Fórum Desembargador  Júlio Aurélio Moreira Coutinho funciona a Comarca de Cabedelo, do poder judiciário estadual, cujo termo judiciário é o município de Lucena. Segundo o Tribunal Superior Eleitoral (TSE), Cabedelo encerrou 2024 com 54 521 eleitores aptos a votar, o que representa 1,69% do eleitorado total da Paraíba.

## Turismo e urbanização

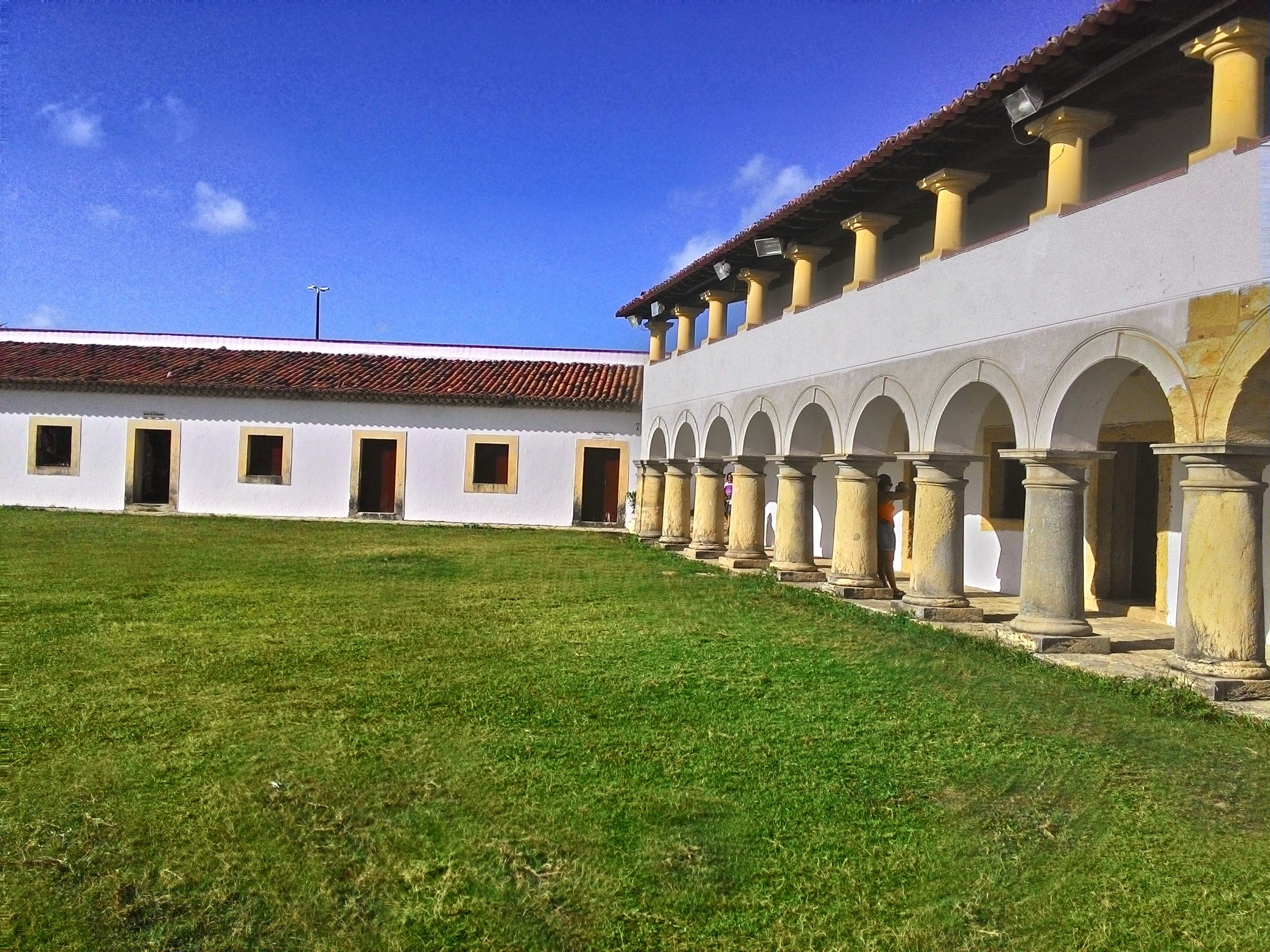
Forte de Santa Catarina do Cabedelo

A principal atração turística de Cabedelo são seus dez quilômetros de praias. Na seção de praias, Cabedelo pode ser dividida em duas, a parte das praias de Intermares, Poço e Camboinha é muito verticalizada e o principal ponto de turismo são as praias cabedelenses mais próximas de João Pessoa, o Bairro de Intermares é o bairro mais rico da cidade com muitos prédios, escolas, supermercados, restaurantes, que ficam cheios praticamente todo o ano, além de uma orla bonita e organizada. É separada do bairro do Bessa, em João Pessoa, pelo Maceió do Rio Jaguaribe. Um dos problemas é que existem muitas ruas sem calçamento que provoca uma inconveniência na época de chuvas. A Praia de Intermares, também conhecida como Mar do Macaco, é uma das praias de surfe do litoral norte, onde são realizadas várias etapas de campeonatos de surfe. Nela, o Projeto Guajiru acompanha a desova das tartarugas marinhas.
A Praia do Poço conta com boa estrutura turística para passeios e lazer, barcos e jangadas que levam à Areia Vermelha. Lá, é realizado o Fest Verão Paraíba.
A parte menos estruturada é a que podemos chamar de o "Coração da Cidade" , onde fica o Centro da cidade, o Mercado Público , o Porto de Cabedelo, o Grande Moinho Tambaú e o Forte de Santa Catarina do Cabedelo. Nessa região, fica uma parte da Praia de Areia Dourada, Praia Formosa, Praia de Miramar e a Praia de Ponta de Matos. Em Areia Dourada e Formosa, existem as barracas de praia e predominam os casarões de praia. Com apenas poucos edifícios, estas regiões chegam a não ter movimento algum em outras épocas do ano fora o verão. Em Formosa, também se localiza a Câmara Municipal de Cabedelo.

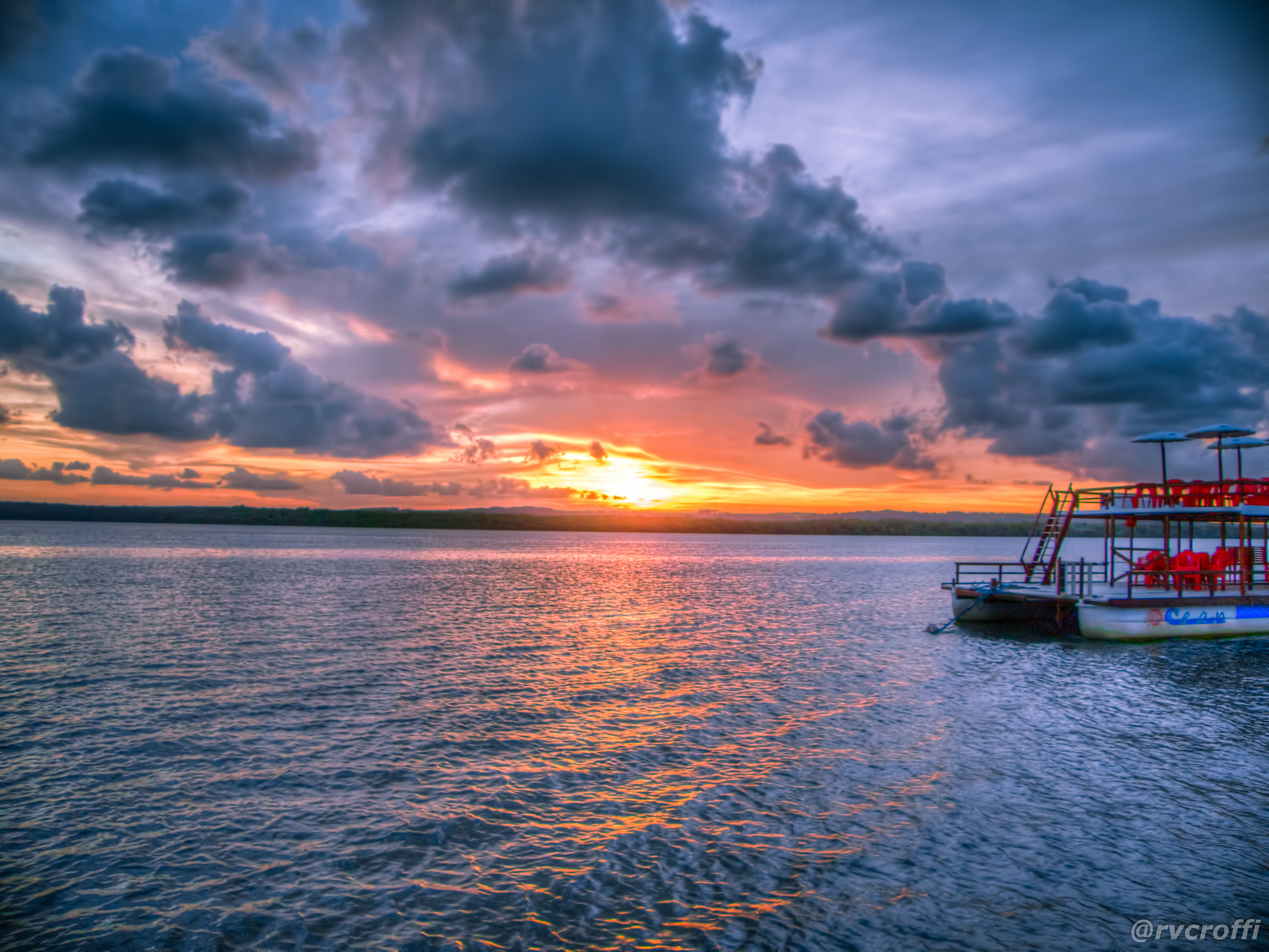
Pôr do sol na Praia de Jacaré

As praias de Miramar e Ponta de Matos são as mais "esquecidas": o movimento é maior nos restaurantes e, até no verão, quase não existe movimento, apesar de serem praias muito bonitas, com vista para a cidade de Lucena, do outro lado da foz Rio Paraíba. O mar nessas praias é mais agitado e é muito próximo do porto. A Praia de Ponta de Matos tem, ao seu lado, o Dique do Porto de Cabedelo, com uma grande profundidade, o que aumenta o risco de afogamentos.
Outro ponto turístico da cidade é a Praia fluvial do Jacaré, que conta com muitos restaurantes à beira do Rio Paraíba e com um lindo pôr do sol ao som do Bolero de Ravel.

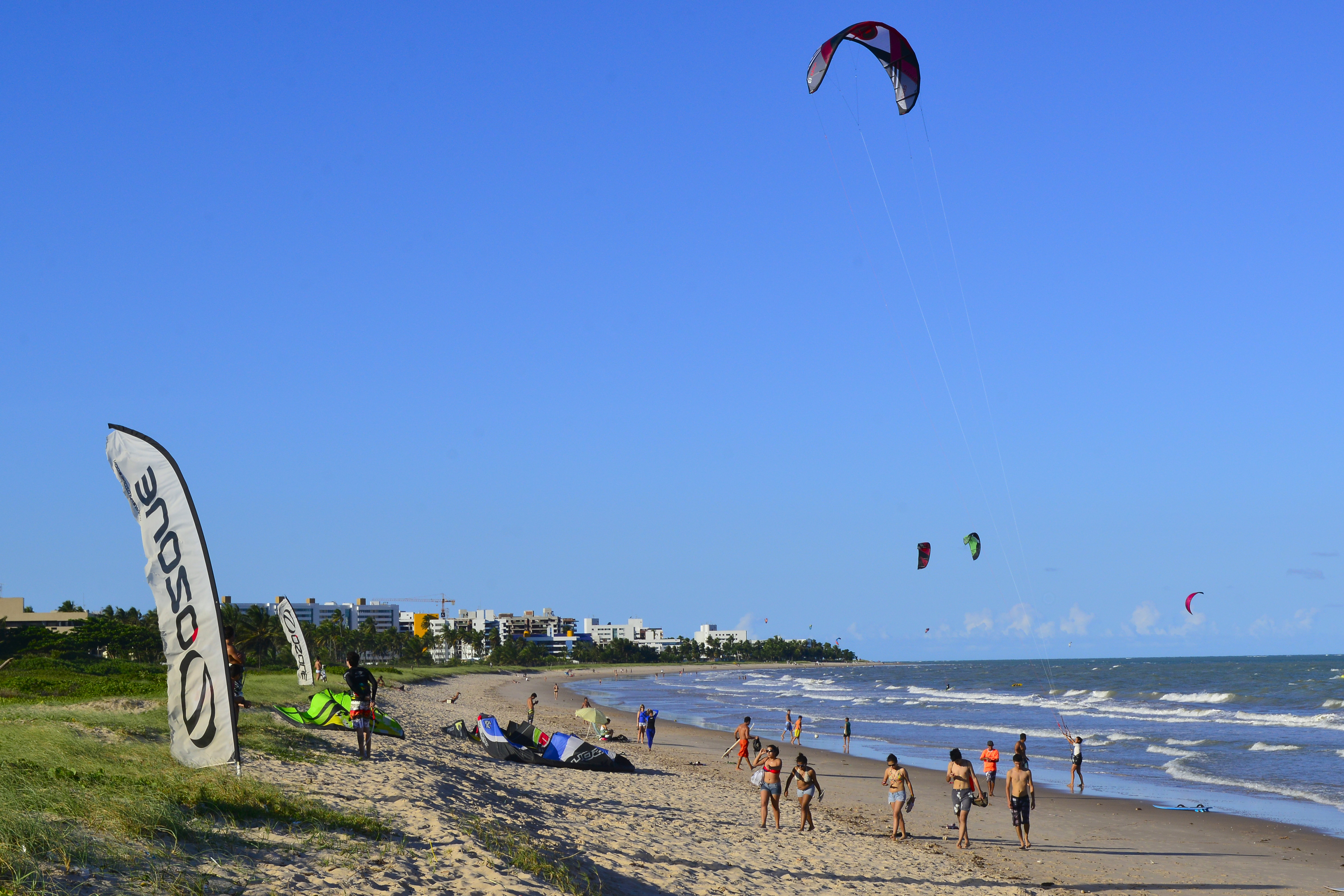
Praia de Intermares

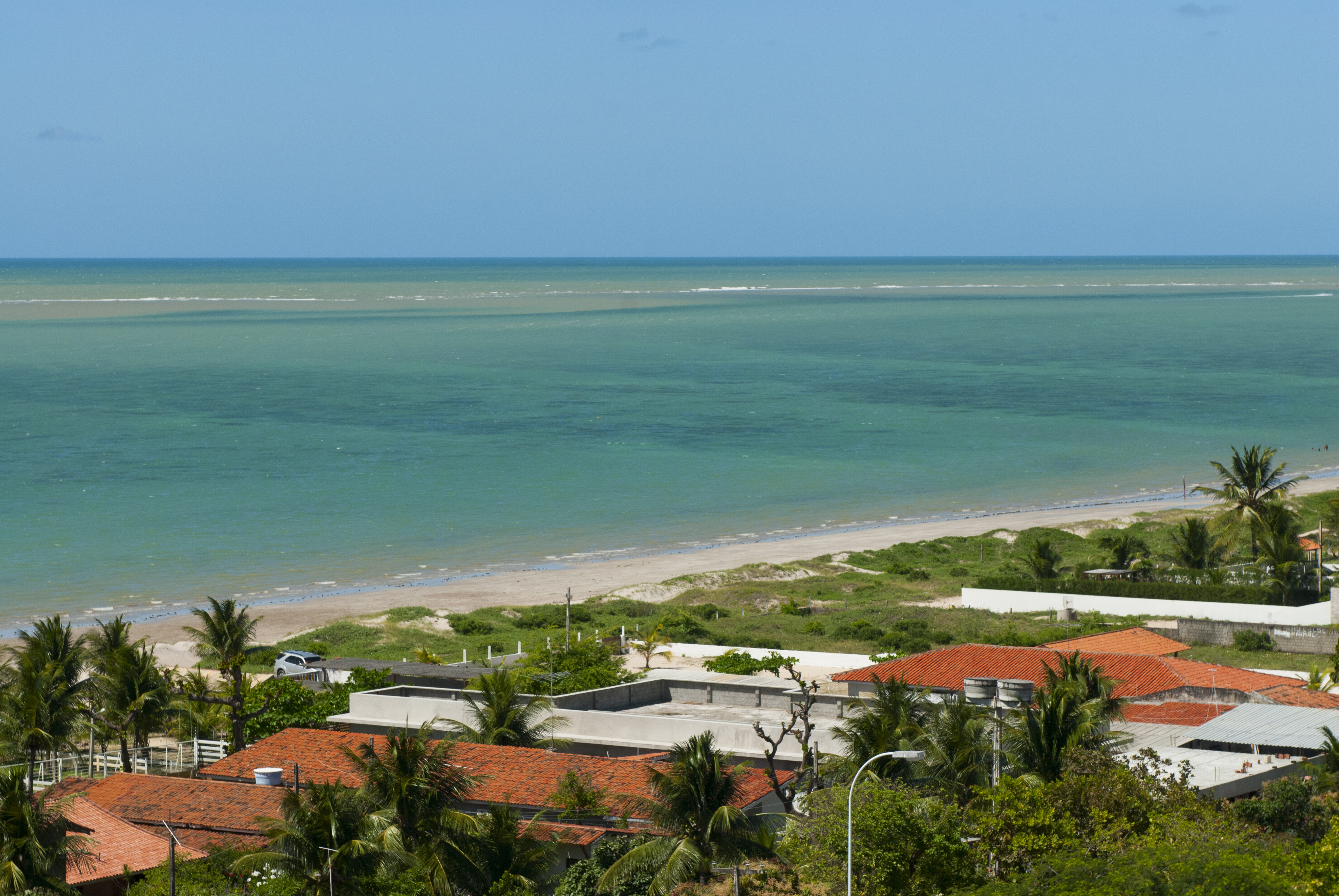
Praia de Camboinha

Existe também o balsa estilo ferry-boat que atravessa o Rio Paraíba até Lucena. O trajeto dura cerca de 15 minutos e é o principal meio de ligação com Lucena já que, através das rodovias, seriam cerca de 50 quilômetros de distância. A balsa também serve para o transporte das pessoas que trabalham entre essas cidades. A Forte de Santa Catarina do Cabedelo reúne muito da cultura, a origem da cidade e de seu povo. As visitas são sempre acompanhadas por guias turísticos que contam, com detalhes, as nuances do lugar.

### Praias
- Praia de Miramar
- Praia Ponta de Matos
- Praia de Areia Vermelha
- Praia Formosa
- Praia de Areia Dourada
- Praia de Camboinha
- Praia do Poço
- Ponta de Campina
- Praia de Intermares
- Praia fluvial do Jacaré